# Silnice II/413
Silnice II/413 je česká silnice II. třídy v okrese Znojmo, která vede od Ivančic přes Moravský Krumlov a Znojmo k hraničnímu přechodu Hnanice / Mitterretzbach. Je dlouhá 44,1 km.

## Vedení silnice

### Jihomoravský kraj

#### Okres Znojmo
- Polánka (křiž. II/152, III/15251)
- Moravský Krumlov (křiž. III/15250, III/4131, III/4133, III/4134a, III/4135)
- Rybníky
- Dobelice (křiž. II/396, III/4135)
- Kadov (křiž. III/41310)
- Míšovice
- Hostěradice (křiž. II/400, peáž s II/400)
- Vítonice (křiž. III/41311, III/41312)
- Prosiměřice (křiž. III/41313, III/41315)
- Těšetice (křiž. III/41316)
- Suchohrdly (křiž. II/408)
- Znojmo (křiž. I/53, I/38, II/412, peáž s I/53, I/38)
- Nový Šaldorf (křiž. III/41318, III/41319)
- Havraníky (křiž. III/41320)
- Hnanice (křiž. III/41321, III/41322)

### hraniční přechod CZ / A
- navázání rakouské silnice B35 směr Retz – Eggenburg – Krems